# Rai FJK
Rai FJK ali Rai 3 BIS FJK (v italijanščini Rai 3 BIS FJK) je deželni sedež italijanske nacionalne radiotelevizijske mreže RAI za Furlanijo - Julijsko Krajino. Poleg ustvarjanja italijanskih radijskih deželnih programov ter italijanskega deželnega televizijskega dnevnika, ki gre v eter na tretji nacionalni mreži RAI, ustvarja tudi slovenske programe in v sklopu teh delujeta:
- Radio Trst A (od leta 1945) in
- RAI 3 bis (od leta 1995)

## Samopostrežni programi
- Alpe Jadran
- Dokumentarec
- Firbcologi
- Izbiramo za vas
- Lynx Magazine
- Koncert, Mikser
- Primorska kronika
- Promemoria
- Prvi odcep desno
- Rai3/Oddaje vsedržavne mreže
- Sprehodi
- TDD Predstavlja
- Tv Kocka
- Tv Oddaje na spletu
- Utrip Evangelija.

## Logotipi
- Logotip se je uporabljal med 18. majem 2010 in 11. septembrom 2016
- Logo, ki se uporablja od 12. septembra 2016